# ميتروبوليتان فيكرز
ميتروبوليتان فيكرز الكهربائية، كانت شركة صناعات ثقيلة بريطانية من بدايات حتى منتصف القرن العشرين والمعروفة سابقا ب وستنجهاوس البريطانية.
كانت شركة ميتروفيك معروفة بشكل خاص بمعداتها ومولداتها الكهربائية الصناعية، وإضاءة الشوارع، والإلكترونيات، والتوربينات البخارية، وقاطرات الديزل ـوتحتل الشركة مكانة تاريخية بصفتها صانع أول حاسوب ترانزستور تجاري باسم ميتروفيك 950، وأول محرك بريطاني ذو تدفق محوري باسم ميتروفيك أف.2 .

## البداية
في عام 1917 نشأت شركة ميتروفيك نتيجة الحاجة في زمن الحرب لفصل مصانع وستنجهاوس البريطانية عن السيطرة الأمريكية، والتي أثبتت أنها عائق أمام الحصول على العقود الحكومية خلال الحرب العالمية الأولى ، حيث تم تأسيس شركة قابضة لشراء أموال الشركة بأموال مقدمة من شركة ميتروبوليتان النقل والعربة والتمويل Metropolitan Carriage, Wagon and Finance Co وشركة فيكرز.

### 1918
أصبحت شركة وستنجهاوس البريطانية شركة بريطانية بالكامل.

### 1919
تمنت شركة وستنجهاوس الأمريكية ألا تستمر الشركة البريطانية باستخدام إسمها (وستنجهاوس)، لذلك تم تطوير اقتراح لتغيير اسم الشركة من وستنجهاوس البريطانية إلى شركة ميتروبوليتان للكهرباء، واللذي يعكس إستحواذ من قبل شركة فيكرز على شركة ميتروبوليتان، النقل والعربة والتمويل، واللتي كانت أكبر مساهم في وستنجهاوس البريطانية للكهرباء والتصنيع، وكانت نسبة 99% من أسهم شركة ميتروبوليتان النقل، العربة، التمويل مملوكة لصالح شركة فيكرز.
في الثامن من سبتمبر عام 1919 تحول اسم الشركة إلى شركة ميتروبوليتان فيكرز للكهرباء.

### 1920
أصدرت الشركة كاتالوجا للمنتوجات الكثيرة من المعدات الكهربائية والموصوف.
1922 في ذكرى عمال ميتروبوليتان
تم الكشف عن قائمة الشرف لذكرى أعضاء جمعية ميتروبوليتان فيكرز اللذين سقطوا في الحرب العالمية الثانية، يوم الأربعاء الثاني في كافيتيريا العمال في شركة ترافورد بارك ووركس ذكر السيد أر.دبليو.رو }إنه خلال فترة الحرب، من إجمالي عدد الذكور البالغ 2301 إنضم924 رجلا، من بين هذا العدد الكبير، أخفق 74 رجلا في العودة، وأضاف أنه في ذاكرتهم إن هذا الواجب يجب تأديته، نيابة عن أعضاء المجتمع، وتكريما للموتى اللذين ظرهت اسماؤهم في قائمة الشرف، طلب من الكابتن آر.هيلتون المدير الإداري للشركة ورئيس الجمعية الكشف عن النصب التذكاري.

### 1922
تعتبر واحدة من الشركات الستة اللتي أسست هيئة الإذاعة البريطانية BBC البي بي سي.

### 1923
إحتل المصنع مساحة تقدر ب130 فدان، و 1500000 فدانا من المساحة الفعلية في المتاجر، في الوضع الطبيعي ما يقارب من9000 عامل تم توظيفهم.

### 1924
ذكر إعلان أن التخصصات البحرية مثل الدفع الكهربائي الرئيسي، التوربينات الموجهة، مجموعة المولدات التوربينية، آلات سطح السفينة، مجموعات اللحام، تعبئة الوقود، والمصابيح كانت من اختصاص شركة ميتروبوليتان.
سجلت شركة ميتروفيك للتوريدات، بغرفة عرض كبيرة في هولبورن، من أجل الجمع بين الأعمال النامية في المعدات الكهربائية الصغيرة.

### 1926
تميزت فترة ما بعد الحرب بقلة الإستثمار وتزايد الضطرابات المالية، تغيرت الثروات في عام 1926، مع تشكيل مجلس الكهرباء المركزي اللذي وحد الإمدادات الكهربائية، وأدى إلى التوسع الهائل في التوزيع الكهربائي والمنشآت وشراء الإجهزة، إرتفعت المبيعات وكان عام 1927 أفضل عام للشركة.
تم تعيين السيد سي.بيترسون مديرا لمقاطعة لندن خلفا للسيد بي أف.كرينكس اللذي شغل منصب المدير الإدراي لشركة توريدات ميتروفيك.
تم إنشاء شركة جديدة وهي ميتروبوليتان فيكرز جي آر سي المحدودة، بالاشتراك مع شركة السكك الحديدية العامة في روتشستر بولاية نيويورك لبيع معدات إشارات السكك الحديدية، تحت تصميم الشركة الأمريكية وصنعت في مصنع حديقة ترافورد، تم الحصول عليها من شركة فيكرز وهي شركة تابعة لإجهزة التدفئة والتسخين الكهربائية، بفرعها شركة كهرباء وملحقات المعدات الحربية في برمنغهام، كان هنالك مجال في مصنع كوزموس لتصنيع الأجهزة المنزلية، تم تطوير مجموعة من المشعاعات الحرارية اللتي كانت الأولى من نوعها وهي أسلاف نماذج اليوم.

### 1927
أصبحت واحدة من كبرى الشركات المصنعة للآلات الكهربائية في المملكة المتحدة وآخرون هم جينيرال إليكتريك كومباني، وشركة طومسون هيوستن البريطانية وشركة الكهرباء البريطانية وسي.إيه بارسونز.
قطع السيد بي. إن راند مدير المبيعات العام لشركة ميتروبوليتان فيكرز جميع الاتصالات مع الشركة.

### 1928
إشترت شركة جينيرال إليكتريك الدولية حصة كبيرة في الشركة من شركة فيكرز، وشعرت شركة فيكرز بخيبة أمل لأن توقعاتهم بدمج مصالح التصنيع الكهربائي لم تحدث لذلك، عندما تم استلام عرض الشراء نقدا كان فيكرز مسرورة بالقبول على الرغم من أنهم إحتفظوا بحصة كبيرة من الأسهم العادية، إستحوذ السيد إف دودلي دوكر على الشركة، حيث تم تعيين إبنه بيرنارد في مجلس الإدارة ومع ذلك بعد فترة وجيزة تم إقالة برنارد دوكر وبعض أعضاء مجلس الإدارة الآخرين من المجلس.
تم نقل مصنع أعمال الأجهزة المنزلية بشكل أساسي إلى هاركورتس، حيث تم عمل توسعات كبيرة وتركزت أعمال مصنع كوزموس، على تصنيع المصابيح والصمامات، كان تصنيع المصابيح في تلك السنة رقما قياسيا وكان الطلب على تلقي الصمامات في -ستة أنواع -ينمو بشكل مطرد.
اندماج شركة ميتروبوليتان فيكرز (ومنافستها شركة طومسون هيوستن البريطانية وهي شركة من نفس الحجم ومجموعة المنتجات) لتشكيل الصناعات الكهربائية المرتبطة إضافة إلى شركة إديسون سوان للكهربائيات (Edison Swan Electric Co) وشركة فيرجوسون بايلين ((Ferguson Pailin في أوبن شاو، مانشستر وأصبح هوارد سي.ليفايس (Howard C. Levis) -رئيس بريتيش ثومسون هوستون سابقا- ، رئيس المجموعة الجديدة، معاً ستكون الشركتان واحدة من المجموعات القليلة القادرة على منافسة شركة ماركونيس ويرليس تليغراف (Marconi's Wireless Telegraph Co) وشركة إنجلش إلكتريك (English electric) على قدم المساواة.
عانت المجموعة الجديدة من ضعف التواصل والتنافس الشديد بين ميتروفيك وطومسون هيوستن البريطانية واللتي استمرت ككيانات منفصلة، وعادة تعمل في أغراض مشتركة مع بعضها البعض لم يكن بمقدور الصناعات الكهربائية المترابطة ممارسة سيطرة فعالة على شركيتها الفرعييتين.

## 1929
تفاقمت المشكلات في هذا العام مع بداية الكساد الكبير، لكن مبيعات ميتروفيك الخارجية كانت قادرة على التقاط بعض الركود ولا سيما مشروع كهرباء السكك الحديدية الرئيسي في البرازيل.

### 1933
كانت التجارة العالمية تنموا مرة أخرى، لكن النمو كان مستاء منه تقريبا عندما تم إلقاء القبض على ستة من مهندسي متروفيك وإدانتهم بالتجسس في روسيا.كان هذا بخصوص تطوير مترو موسكو الروسي.قام العمال السوفييت بالعمل والأعمال الفنية، لكن التصميمات الهندسية الرئيسية، والطرق، وخطط البناء تمت معالجتها بواسطة متخصصين تم توظيفهم من مترو أنفاق لندن.دعا البريطانيون إلى حفر الأنفاق بدلا من تقنية (القطع والغطاء)، وإستخدام السلالم المتحركة بدلا من المصاعد والطرق.كان جنون العظمة واضحا لدى NKVD واضحا عندما ألقت الشرطة السرية القبض على العديد من المهندسين البريطانيين بتهمة التجسس لأنهم إكتسبوا معرفة متعمقة بالتخطيط المادي للمدينة، منح مهندسوا شركة ميتروبوليتان فيكرز الكهربائية محكمة صورية.تدخلت الحكومة البريطانية، وتم إطلاق سراح المهندسين وإستؤنفت التجارة مع روسيا بعد حظر قصير.
إستحوذت الصناعات الكهربائية المرتبطة على شركة بارك رويال للهندسة واللتي بدات منها شركة ميتروفيك في تصنيع مجموعة من الادوات المصغرة.

### 1934
بدأت الشركة تصنيع الكشافات في مصنع ترافورد.
زودت الشركة التوربين البخاري وعجلة التروس لقطار سكة حديد لندن، الأراضي الوسطى، وإسكتنلدا.
زودت محرك توربيني بقوة 105.000 كيلوواط من أجل محطة باتريشا للطاقة.

### 1936
بدأت متروفيك العمل مع وزارة الطيران على أنظمة الطيار الألي، في نهاية المطاف تفرعت لأنظمة تموضع الأسلحة، ورادارات البناء في العام المقبل، وفي عام 1938 توصلوا إلى إتفاق مع الوزارة لبناء تصميم تربيني تم تطويره في RAE تحت إشراف هاين كونستانت، ومن المفارقات إلى حد ما أن طومسون هيوستن البريطانية، شركاؤهم السابقون، كانوا يعملون في الوقت نفسه مع فرانك ويتل في تصاميمه الرائدة في مجال الطائرات.
بدأت الشركة بإنتاج الطيارين الآليين للطائرات .

### 1937
بدأت الشركة بإنتاج الرادارات في يونيو 1937.

### 1938
في منتصف هذا العام، تعاقدت ميتروفيك لبناء آفرو مانشستر وهي قاذفات قنابل تعمل بمحركين برخصة من آفرو.كانت طبيعة هذا العمل مختلفة عن نشاطاتهم الهندسية التقليدية، بني مصنع جديد على الجهة الغربية من شارع موسلي واللذي إنتهي على مراحل خلال العام 1940.تم تدمير أول 13 منشأة في مانشستر في غارة لوفتوافا الألمانية في حديقة ترافورد في 23 ديسمبر 1940. لكن الشركة واصلت لإكمال النموذج 43، بتصميم محسن أكثر للمحركات الأربعة، حول مصنع لانشستر لإنتاج هذا النوع، تم إقامة ثلاثة حظائر على الجانب الجنوبي لمطار مانشستر رينغ واي، من اجل تجميع واختبار طائراتهم اللانشستر، وقبل أن تتغير سياستهم لتجميع الطائرات في حظيرة مطار آفرو وودفورد.بحلول نهاية الحرب، بنت الشركة 1080 طائرة لانشستر، واللتي تبعت بنموذج لينكولن 79 قبل أن يتم إلغاء طلبات التصنيع، حتى توفقت ميتروفيك عن تصنيع الطائرات في ديسمبر 1945.
في عام 1940 تم التركيز على تصميم محرك نفاث نقي بعد التشغيل الناجح لمحرك ويتيل، أصبح التصميم الجديد ميتروفيك أف .2 وحلقت في نهاية المطاف في 1943 في جلوستر.